# ¡¡¡Bum-ba!!!
¡¡¡Bum-ba!!! è il sesto album in studio dei Tazenda, pubblicato nel 2005 da Tronos.

## Il disco
La grande particolarità di quest'album sta nel fatto che è prettamente di genere latino-americano, novità assoluta per i Tazenda, ed è cantato per gran parte in lingua spagnola, alternata con il sardo e l'italiano. Viene anche ingaggiato un terzo cantante, Gian Mario Masu, che però finirà per cantare solo in El comandante e Sienda e ruinzos (canzone ispirata a Diamond and Rust di Joan Baez), oltre che ai cori aggiuntivi in alcune altre tracce. Masu è stato selezionato in un concorso fra giovani voci della Sardegna (durante questo periodo fu considerato di ingaggiare anche il futuro cantante del gruppo Beppe Dettori, che fu inizialmente scartato a favore di Masu poiché viveva a Milano). La canzone Bandidos era già uscita come singolo 2 anni prima con arrangiamento diverso.

## Tracce
Testi e musiche di Gino Marielli.
1. Bumba – 4:47
2. Benzina – 3:50
3. Flor de mi alma – 4:27
4. Adios – 4:53
5. El comandante – 3:25
6. Vida in su mar – 4:48
7. La vida, la vida, hey – 3:26
8. Como se puede matar un hombre – 3:05
9. Bandidos – 3:58
10. Sienda e ruinzos – 4:41
11. E sarà Natale – 4:45

## Formazione
Tazenda
- Gigi Camedda – voce, tastiera
- Gino Marielli – voce, chitarra

Altri musicisti
- Gian Mario Masu – voce in El comandante e Sienda e ruinzos
- Mauro Cau – batteria
- Simone Scanu – basso
- Marco Camedda – tastiera
- Massimo Cossu – chitarra
- Fabio Manconi – fisarmonica
- Andrea Piu – tromba
- Giulia Camedda – cori
- Jacopo Camedda – cori
- Viola Marielli – cori
- Coro della Teca di Sassari – cori

Produzione
- Tazenda – produzione
- Jorpe Jorpe – ingegneria
- Paolo Zannin – ingegneria
- Uccio Soro – ingegneria
- Marti Jane Robertson – missaggio
- Giovanni Carlini – mastering